# Аґбуґа I
Аґбуґа I (груз. აღბუღა I ჯაყელი; 1356 — 1395) — атабег Самцхе (Месхетії) у 1389—1395 роках.

## Життєпис
Походив з роду Джакелі. Син молодшого атабега Шалви. 1389 року після смерті батька його стрийко Бека II призначає Аґбуґу співатабегом. Про його діяльність обмаль відомостей.
1391 року після смерті Бека II стає старшим атабегом, а його стриєчний брат Іване II — молодшим. Проводив обережну політику. У 1393—1394 роках не надав допомоги грузинському царю Георгію VII у протистоянні з чагатайським аміром Тимуром. Завдяки цьому уберіг Самцхе від плюндрування. Відновив та розширив законодавство часів Бека I, яке отримала назву «Закони Аґбуґи», невдовзі — «Закони Бека-Аґбуґи».
Помер 1395 року. Повноту влади в Самцхе отримав Іване II.